# Suore francescane dell'Immacolata Concezione (Lons-le-Saunier)
Le Suore Francescane dell'Immacolata Concezione (in francese Sœurs Franciscaines de l'Immaculée-Conception) sono un istituto religioso femminile di diritto pontificio.

## Storia
Le origini della congregazione risalgono al 1842 quando Caroline Lorain e altre terziarie francescane, incoraggiate dal canonico Jean-François Roland, raccolsero un gruppo di orfane a Macornay e iniziarono a dedicarsi alla loro cura.
Per dare maggiore stabilità all'opera, il 4 ottobre 1857 le prime nove postulanti furono rivestite dell'abito religioso e furono costituite in congregazione del terz'ordine regolare di San Francesco. La casa generalizia nel 1876 fu trasferita a Lons-le-Saunier, in diocesi di Saint-Claude.
A partire dal 1876 le suore aprirono case nei domini ottomani, prima in Armenia e poi in Libano, dove contribuirono alla formazione delle prime francescane della Croce.
L'istituto ricevette il pontificio decreto di lode il 16 luglio 1893 e fu aggregato all'ordine dei frati minori cappuccini il 20 ottobre 1926.

## Attività e diffusione
Le suore si dedicano a varie forme di apostolato.
Oltre che in Francia, sono presenti in Libano; la sede generalizia è a Lons-le-Saunier.
Alla fine del 2015 l'istituto contava 23 religiose in 4 case.